# Gronik (Dolina Koprowa)
Gronik (słow. Grúnik, 1576 m) – porośnięte lasem wzniesienie stanowiące zakończenie głównej grani odnogi Krywania w słowackich Tatrach Wysokich. Od północno-wschodniej strony sąsiaduje w tej grani z Niżnią Przehybą (1779 m), szczyty te oddziela płytka przełęcz zwana Gronikowską Przehybą (Grúnikova priehyba). Zachodnie stoki Gronika opadają do Doliny Koprowej. Od strony tej doliny występuje na nich skalna ambona, którą porasta nienaruszony działalnością człowieka pierwotny las urwiskowy. Z wysokości ok. 1500 m występują obrywy skał. U podnóża Gronika przy szosie w Dolinie Koprowej znajduje się Rozdroże pod Gronikiem. Po wschodniej stronie stoki Gronika opadają do Gronikowskiego Żlebu (odgałęzienie Doliny Bielańskiej). Na południowo-wschodnich stokach znajduje się polana Koszarzysko.
Zimą 1944–45 w lasach Gronika mieli swoje ziemianki i umocnienia partyzanci słowaccy (oddział „Vysoké Tatry”). 14 stycznia 1945 r. zaskoczyli ich tutaj Niemcy. W wyniku walki zginęło 7 partyzantów, w tym kapitan Štefan Morávka i znany lekarz i taternik Zoltán Brüll, kilku partyzantów zostało wziętych do niewoli. Upamiętnia ich pomnik na parkingu w Podbańskiej. Ma też Gronik starszą historię. W opadającym spod Gronikowskiej Przełęczy do Doliny Koprowej Żlebie Banie były dawniej kopalnie złota (tzw. Krywańskie Banie).
Nazwa gronik (zdrobnienie od groń) jest pochodzenia wołoskiego.

## Szlaki turystyczne
– zielony szlak od Trzech Źródeł przez Gronik, Niżnią i Wyżnią Przehybę do Rozdroża pod Krywaniem, stąd na Krywań niebieskim szlakiem. Czas przejścia 4:50 h, ↓ 3:45 h